# Rachel Makinson
Rachel Makinson nom complet Kathleen Rachel Makinson (Anglaterra, 15 de febrer de 1917 - Sídney, 18 d'octubre de 2014), va ser una investigadora científica australiana. Va ocupar diversos llocs destacats en l'Organització d'Investigació Científica i Industrial del Commonwealth (CSIRO) de Austràlia.

## Educació i carrera
Va aconseguir una beca i va estudiar física a la Universitat de Cambridge, una mica abans de la Segona Guerra Mundial es va casar amb un físic australià i tots dos es van traslladar a viure a Austràlia. El seu doctorat en aquesta mateixa universitat de Cambridge el va aconseguir el 1970.
Va començar a treballar en la Divisió de Física Tèxtil el 1953, i va ser una de les principals investigadores científiques de 1971 a 1977. Va ser la primera dona en convertir-se en investigadora i cap científica del CSIRO (1977-1982). De 1979 a 1982 va ser subcap de la divisió i la primera dona que va ocupar aquest càrrec.
Al 1981, va ser escollida membre de la Acadèmia Australiana de Ciències Tecnològiques i Enginyeria; el 1982 va ser nomenada, pel seu «servei públic al camp de la investigació de la llana» membre de la Divisió General de la Orde d'Austràlia.